# فنازپام
فنازپام (به انگلیسی: Phenazepam)
رده درمانی: بنزودیازپین
اشکال دارویی: قرص

## موارد مصرف
فنازپام در درمان صرع، بی خوابی و سندرم ترک الکل استفاده می‌شود.
فنازپام با فرمول شیمیایی C
۱۵N
۲H
۱۰OBrCl یک ترکیب شیمیایی با شناسه پاب‌کم ۴۰۱۱۳ است که جرم مولی آن 349.610 g mol−۱ می‌باشد. یک میلی‌گرم فنازپام تقریباً معادل ده میلی‌گرم دیازپام است.